# 広井王子のマルチ天国
『広井王子のマルチ天国』（ひろいおうじのマルチてんごく）は、文化放送で放送されたラジオ番組。後継番組として『広井王子のマルチ天丼』『広井王子のマル天チャチャチャ!』『広井王子のマル天ミックス!』の3つが存在し、1994年10月から2007年3月31日まで放送された。全て併せて「マル天シリーズ」と呼称され、本項では4番組に全てについて併せて説明する。

## 概要
1994年5月5日に広井王子が文化放送のラジオ番組にゲスト出演した際に、広井をパーソナリティとしたラジオ番組の案が持ち上がった。広井自身は冗談だったようだが数ヶ月後に新番組の企画が本格化し、広井1人での番組は困難との判断から、広井と作品を通じて親交のあった千葉繁と横山智佐が加わった。広井と横山は以前から師弟関係として知られており、また、広井と千葉は誕生日が近い（広井が1954年2月8日、千葉が同2月4日）ため世代が同じで話題の共通性もあった。
初回放送は1994年10月、日曜日19時30分枠であった。当初広井は「3ヶ月で終わるんじゃないか」と思っていたようだが、半年後に同枠でプロ野球中継が始まると土曜日25時枠へと移動し、以降同枠で『マルチ天国』だけで2000年4月までの通算5年半、後続番組まで含めれば以下のように名前を変えながら12年半に及んで番組は続いた。
- 広井王子のマルチ天国（1994年10月 - 2000年4月8日）
- 広井王子のマルチ天丼[1]（2000年4月15日 - 2003年3月29日）
- 広井王子のマル天チャチャチャ!（2003年4月5日 - 2005年3月26日）
- 広井王子のマル天ミックス!（2005年4月2日 - 2007年3月31日）

2人の実績のある声優の起用により、番組収録時に即興で演じるラジオドラマ（火星物語）の構想が生まれた。ラジオドラマにはリスナーが応募したアイディアが取り入れられ、番組終了まで番組の中心を成す名物コーナーとして定着した。1996年には「火星ガールオーディション」が開催され、応募者2000人の中から豊口めぐみがグランプリを獲得して番組に加わる。当時ほぼ素人であった豊口は「いじられ役」「突っ込まれ役」を確立したが、後に千葉の紹介で81プロデュースに所属することになる。
2000年4月には千葉が勇退し、山口勝平を加えて番組名を『マルチ天丼』へと改称。これについて広井は「天国は行けないが天丼は食える、身近になった」という趣旨の発言をしている。その後2003年に『マル天チャチャチャ!』と番組名を変更。広井は「物事を“チャチャチャ”と片付ける」、「元気のない世の中だから、日本“チャチャチャ”」、「スポンサーがタカラだから、おもちゃの“チャチャチャ”」と説明した。2005年には豊口が番組を卒業、番組名を『マル天ミックス!』と変更した。
ネット局の詳細は後述するが、放送開始時点のネット局はでキー局の文化放送を含めて8局。『マルチ天国』時代の1998年1月〜4月に最多の9局となったが、『マルチ天丼』時代は文化放送と南日本放送の2局、『マル天チャチャチャ』以降は文化放送単独での放送であった。なお、『マル天チャチャチャ!』以降はBSQR489でも再放送されていた。

## パーソナリティとネット局の変遷
※着色部が該当期間。着色は年度前後半の改変期単位。
| 放送局         | マルチ天国              | マルチ天国              | マルチ天国              | マルチ天国              | マルチ天国              | マルチ天国              | マルチ天国              | マルチ天国              | マルチ天国              | マルチ天国              | マルチ天丼               | マルチ天丼               | マルチ天丼               | マル天チャチャチャ       | マル天チャチャチャ       | マル天ミックス           | マル天ミックス           |
| 放送局         | 1994年                  | 1995年                  | 1996年                  | 1996年                  | 1997年                  | 1997年                  | 1998年                  | 1998年                  | 1999年                  | 1999年                  | 2000年                   | 2001年                   | 2002年                   | 2003年                   | 2004年                   | 2005年                   | 2006年                   |
| 放送局         | 後半                    | 1995年                  | 前半                    | 後半                    | 前半                    | 後半                    | 前半                    | 後半                    | 前半                    | 後半                    | 2000年                   | 2001年                   | 2002年                   | 2003年                   | 2004年                   | 2005年                   | 2006年                   |
| パーソナリティ | パーソナリティ          | パーソナリティ          | パーソナリティ          | パーソナリティ          | パーソナリティ          | パーソナリティ          | パーソナリティ          | パーソナリティ          | パーソナリティ          | パーソナリティ          | パーソナリティ           | パーソナリティ           | パーソナリティ           | パーソナリティ           | パーソナリティ           | パーソナリティ           | パーソナリティ           |
| -------------- | ----------------------- | ----------------------- | ----------------------- | ----------------------- | ----------------------- | ----------------------- | ----------------------- | ----------------------- | ----------------------- | ----------------------- | ------------------------ | ------------------------ | ------------------------ | ------------------------ | ------------------------ | ------------------------ | ------------------------ |
| 広井王子       | 全期間                  | 全期間                  | 全期間                  | 全期間                  | 全期間                  | 全期間                  | 全期間                  | 全期間                  | 全期間                  | 全期間                  | 全期間                   | 全期間                   | 全期間                   | 全期間                   | 全期間                   | 全期間                   | 全期間                   |
| 横山智佐       | 全期間                  | 全期間                  | 全期間                  | 全期間                  | 全期間                  | 全期間                  | 全期間                  | 全期間                  | 全期間                  | 全期間                  | 全期間                   | 全期間                   | 全期間                   | 全期間                   | 全期間                   | 全期間                   | 全期間                   |
| 千葉繁         | 放送開始 - 2000年4月8日 | 放送開始 - 2000年4月8日 | 放送開始 - 2000年4月8日 | 放送開始 - 2000年4月8日 | 放送開始 - 2000年4月8日 | 放送開始 - 2000年4月8日 | 放送開始 - 2000年4月8日 | 放送開始 - 2000年4月8日 | 放送開始 - 2000年4月8日 | 放送開始 - 2000年4月8日 |                          |                          |                          |                          |                          |                          |                          |
| 豊口めぐみ     |                         |                         |                         | 1996年 - 2005年3月26日  | 1996年 - 2005年3月26日  | 1996年 - 2005年3月26日  | 1996年 - 2005年3月26日  | 1996年 - 2005年3月26日  | 1996年 - 2005年3月26日  | 1996年 - 2005年3月26日  | 1996年 - 2005年3月26日   | 1996年 - 2005年3月26日   | 1996年 - 2005年3月26日   | 1996年 - 2005年3月26日   | 1996年 - 2005年3月26日   |                          |                          |
| 山口勝平       |                         |                         |                         |                         |                         |                         |                         |                         |                         |                         | 2000年4月15日 - 放送終了 | 2000年4月15日 - 放送終了 | 2000年4月15日 - 放送終了 | 2000年4月15日 - 放送終了 | 2000年4月15日 - 放送終了 | 2000年4月15日 - 放送終了 | 2000年4月15日 - 放送終了 |
| ネット局       |                         |                         |                         |                         |                         |                         |                         |                         |                         |                         |                          |                          |                          |                          |                          |                          |                          |
| 文化放送       | キー局                  | キー局                  | キー局                  | キー局                  | キー局                  | キー局                  | キー局                  | キー局                  | キー局                  | キー局                  | キー局                   | キー局                   | キー局                   | キー局                   | キー局                   | キー局                   | キー局                   |
| HBCラジオ      | 放送開始 - 1997年10月   | 放送開始 - 1997年10月   | 放送開始 - 1997年10月   | 放送開始 - 1997年10月   | 放送開始 - 1997年10月   |                         |                         |                         |                         |                         |                          |                          |                          |                          |                          |                          |                          |
| 山形放送       | 放送開始 - 1999年4月    | 放送開始 - 1999年4月    | 放送開始 - 1999年4月    | 放送開始 - 1999年4月    | 放送開始 - 1999年4月    | 放送開始 - 1999年4月    | 放送開始 - 1999年4月    | 放送開始 - 1999年4月    |                         |                         |                          |                          |                          |                          |                          |                          |                          |
| ラジオ福島     | 放送開始 - 1997年10月   | 放送開始 - 1997年10月   | 放送開始 - 1997年10月   | 放送開始 - 1997年10月   | 放送開始 - 1997年10月   |                         |                         |                         |                         |                         |                          |                          |                          |                          |                          |                          |                          |
| 福井放送       | 放送開始 - 2000年4月    | 放送開始 - 2000年4月    | 放送開始 - 2000年4月    | 放送開始 - 2000年4月    | 放送開始 - 2000年4月    | 放送開始 - 2000年4月    | 放送開始 - 2000年4月    | 放送開始 - 2000年4月    | 放送開始 - 2000年4月    | 放送開始 - 2000年4月    |                          |                          |                          |                          |                          |                          |                          |
| 朝日放送       | 放送開始 - 1999年10月   | 放送開始 - 1999年10月   | 放送開始 - 1999年10月   | 放送開始 - 1999年10月   | 放送開始 - 1999年10月   | 放送開始 - 1999年10月   | 放送開始 - 1999年10月   | 放送開始 - 1999年10月   | 放送開始 - 1999年10月   |                         |                          |                          |                          |                          |                          |                          |                          |
| 山陽放送       | 放送開始 - 1997年10月   | 放送開始 - 1997年10月   | 放送開始 - 1997年10月   | 放送開始 - 1997年10月   | 放送開始 - 1997年10月   |                         |                         |                         |                         |                         |                          |                          |                          |                          |                          |                          |                          |
| 熊本放送       | 放送開始 - 1998年10月   | 放送開始 - 1998年10月   | 放送開始 - 1998年10月   | 放送開始 - 1998年10月   | 放送開始 - 1998年10月   | 放送開始 - 1998年10月   | 放送開始 - 1998年10月   |                         |                         |                         |                          |                          |                          |                          |                          |                          |                          |
| 山梨放送       |                         |                         |                         |                         |                         | [ 脚 2 ]                | [ 脚 2 ]                |                         |                         |                         |                          |                          |                          |                          |                          |                          |                          |
| 北陸放送       |                         |                         |                         |                         |                         | [ 脚 3 ]                |                         |                         |                         |                         |                          |                          |                          |                          |                          |                          |                          |
| 東海ラジオ     |                         |                         |                         |                         |                         | 1997年11月 - 1999年10月 | 1997年11月 - 1999年10月 | 1997年11月 - 1999年10月 | 1997年11月 - 1999年10月 |                         |                          |                          |                          |                          |                          |                          |                          |
| 青森放送       |                         |                         |                         |                         |                         | [ 脚 4 ]                | [ 脚 4 ]                |                         |                         |                         |                          |                          |                          |                          |                          |                          |                          |
| 岐阜ラジオ     |                         |                         |                         |                         |                         |                         |                         | [ 脚 5 ]                |                         |                         |                          |                          |                          |                          |                          |                          |                          |
| 四国放送       |                         |                         |                         |                         |                         |                         |                         | [ 脚 6 ]                |                         |                         |                          |                          |                          |                          |                          |                          |                          |
| 宮崎放送       |                         |                         |                         |                         |                         |                         |                         |                         |                         | [ 脚 7 ]                |                          |                          |                          |                          |                          |                          |                          |
| 南日本放送     |                         |                         |                         |                         |                         |                         |                         |                         |                         |                         | 2000年4月 - 2003年3月    | 2000年4月 - 2003年3月    | 2000年4月 - 2003年3月    |                          |                          |                          |                          |

1. ↑  1996年11月開始の「火星物語5」に出演は確認。4への出演の有無、具体的な番組出演時期は不詳。
2. ↑  1997年10月 - 1998年10月
3. ↑  1997年10月 - 1998年4月
4. ↑  1998年1月 - 1998年10月
5. ↑  1998年10月 - 1999年4月
6. ↑  1998年10月 - 1999年4月
7. ↑  1999年10月 - 2000年4月

## コーナー

### 広井王子のマルチ天国
ラジオドラマ『火星物語』
「深夜戦隊マルテンジャー」時代
学校自慢
1時間目。リスナーの通っている学校の自慢を募集する。
心に残るあのポエム
2時間目。壁などで見かけた面白いいたずら書きを募集。
気分すっきり懺悔室
3時間目。豊口が鞭の音に併せて悲鳴を上げる、怪しいコーナー。
天スポ・今週のスクープ
トピックネタを扱う。広井が気に入ったネタには「ヒロイッツァー賞」（ピューリッツァー賞のパロディ）が与えられる。使用曲はDoop『Doop』。
お茶くみ子の声のグラビアーン
「気分すっきり懺悔室」に続く、豊口の悩ましい声のコーナー。
世界イヤ〜ン
リスナーの嫌な体験談を募集。
セクシーコラム ちさの愛のためいき座
横山の艶めかしい声のコーナー。
これだけは遠慮したい
快楽デパート1階。タイトルどおり「これだけは遠慮したい」ものを募集するコーナー。本当に遠慮したいものからネタまで様々。
天印商品
快楽デパート2階。既存のものを組み合わせる形で、新商品を考えるコーナー。
必ず当たる大予言
快楽デパート3階。予言を募集するコーナー。
愛の妖精ドール
快楽デパート3階と4階の間の踊り場。人形・めぐーちゃんの可愛いが若干怪しいコーナー。度々改造案が募集された。
映画「密林の女王」
快楽デパート4階。女王・ジェーン横山とチーター（千葉）の、下ネタ漬けの怪しいコーナー。
火の神マルテーナ
火の神マルテーナに捧げる、セクシーな声や写真を募集。
この人ってダメかな〜と思った瞬間
タイトルどおり、恋人に対して『「この人ってダメかな」と思った瞬間』を募集。
ボキャレス
女の子チームとおやじチームに分かれて、テーマに沿って闘うコーナー。
官能小説の滝
ムレムレーノ・マンボーノ嬢の艶やかな声のコーナー。
企画会議
ゲームの題材を設定して、そのアイディアを募集。
マルプロ営業会議
番組宣伝の見返りに、商店街のセールスや結婚式への一言を提供するコーナー。
スカウト会議
新しい・面白い人材を募集するコーナー。
社長秘書とウフ〜ン
最早名物である、横山の悩ましいコーナー。

### 広井王子のマルチ天丼
ラジオドラマ『ドラゴンテイル』『レンブラント』
ニッポンの禁じ手2000
「○○はセーフだが、××は禁じ手」といった形式で、セーフとアウトをネタ的に発表する。
不景気戦隊オンブズマン
リスナーが見かけた「許せない出来事」を募集するコーナー。
花の四谷物語
マルチ天国時代からの名物と化している、艶めかしい声のコーナー。以前とは異なり、ショートコント風で進行される。
マル天高校伝言板
伝えたい出来事を募集する。対象は何でも良い。
マル天高校ホームルーム
○○の授業
豊口先生によるクイズ形式の授業。「○○」の中身は、ジャンルによって変化。
世界名作劇場
横山による、艶めかしい声のコーナー。
山口勝平の「キミにI Love You」
リスナーが考えた言葉を、山口が格好良い声で読むコーナー。毎回1枚のみが読まれ、読まれたハガキの応募者には山口の直筆サインが贈られた。
ケイコに行こう（「マル天学園放送部」時代のみ）
お稽古事に関するエピソード他のコーナー。
めぐみのめっ
リスナーのハガキに、豊口が叱りの言葉をかけるコーナー。
オトナの条件
「○○は子供、××は大人、△△は本当のオトナ」という三段オチを募集するコーナー。
マル天高校伝言板→ライラック伝言板→フラチル伝言板
「県立マル天高校」から継続。
シスターちさの懺悔室→ちさの花園R→ちさの花園2002
横山による、艶めかしい声のコーナー。
フルーツポンチの恋
恒例の横山による、艶めかしい声のコーナー。
日曜日はダメよ
リスナーの身近にあった、ダメな出来事を募集。
道
人生の岐路において、もう1つの道を選んだ自分への手紙を募集。
かっぺいのやっぱ愛だろ
リスナーのハガキに対して、山口が甘い一言を贈るコーナー。
トモローで言わせて
田口トモロヲをリスペクトしたコーナーであるらしい。ネタよりも、読み手のテクニックが重要。
ダメだしかましてよかですか
「日曜日はダメよ」に近いが、更にシュール度が増して一言ネタが多い。

### 広井王子のマル天チャチャチャ!
ラジオドラマ『ミラージュ オブ サーガ』
メジュラーシカ
世の中で目撃した珍しい出来事を募集。
モンデール・モレシャン智佐のMONZETSU NIGHT
広井王子のマルチ天国時代からの恒例となっている、横山の艶めかしい声のコーナー。今回は山口が相方として加わっている。
21世紀科学研究所
鉄腕カッペ（山口）に言葉を教えるコーナー。
夜の人生ゲーム句会
人生の劇的な出来事を、5・7・5で伝えるコーナー。
いきなり応援！
リスナーの依頼に、「チャチャチャ」で応援するコーナー。
ビンボーちゃんと王子様
「王子様は○○、ビンボーちゃんは××」という形式でネタを紹介するコーナー。
おもちゃ番長
ヒロリオンと一緒に、おもちゃのアイディアを募集して商品化しようというコーナー。
マイアニバーサリー
リスナーの記念日を募集するコーナー。
人生1度は言ってみたい!
1度でいいから言ってみたい台詞を募集するコーナー。
ラブの伝説
リスナーの恋愛エピソードを募集するコーナー。
ちさのウェザーリポート
横山のコーナー、天気を交えた語り。それまでとは異なり、文章自体は落ち着いた感じを受ける。
ちさのたけくらべ
横山のコーナー、文学的な語り。
開運! マルテン宮
ウンをあげる神社（ウンは片仮名）。トホホな話を募集するコーナー。
チサチサ料理ショー!
横山のコーナー、山口をアシスタントにして料理をするコーナー。調理方法は間違っていなくとも、横山の説明や山口の合いの手が下ネタ的。

### 広井王子のマル天ミックス!
ラジオドラマ『デビルBOX』
サクラ大戦Vに出演した齋藤彩夏が2005年7月9日、2006年3月4日の番組にゲスト出演し、ラジオドラマ内でもゲストキャラを演じた。